# Benjamín Naishtat
Benjamín Naishtat (Buenos Aires, 1986) és un director de cinema i guionista argentí.

## Biografia
Va néixer en Buenos Aires en 1986, on viu i treballa. Va cursar estudis de grau en la Universitat del Cinema (Argentina) i després va realitzar un postgrau en arts contemporànies en Le Fresnoy - Estudi Nacional d'Arts Contemporànies (França).
Va dirigir els curtmetratges Estamos bien (2008) i El juego (2010), exhibits en festivals internacionals com la Cinéfondation del Festival de Cannes, Rotterdam o IndieLisboa, entre d'altres. En 2011, va realitzar la vídeoinstalación Historia del mal, que va recórrer diferents galeries i museus en Llatinoamèrica i Europa. Historia del miedo va ser el seu primer llargmetratge, que va estrenar en la Competència de Berlin en 2014 i va guanyar premis en Jeonju, San Francisco i Wroclaw New Horizons.

## Premis i reconeixements
- Concurs “Historias breves V”[1]
- 2018. Conquilla de Plata a la millor direcció.[4]
- 2023. Millor guió. Festival Internacional de Cinema de Sant Sebastià. Al costat de María Alché.[5]

## Filmografia

### Direcció
- Historia del miedo (2014)
- El movimiento (2016)
- Rojo (2018)
- Puan (2023)